# 史蒂文·麦金农
史蒂文·加勒特·麦金农 PC MP（1966年9月28日—），加拿大自由党政治家，現任下议院执政党首席议员（第三次擔任），曾任杜魯多內閣的劳工部长、就業和家庭部長。
2015年联邦大选上，麦金农当选下议院加蒂诺联邦选区议员。2024年1月8日，麦金农上任賈斯汀·杜魯多内阁，代休产假的卡琳娜·古尔德担任下议院执政党临时首席议员。2024年7月19日，麦金农接替谢默斯·奥里甘担任劳工部长和长者事务部长。
卡琳娜·古爾德於2025年1月24日辭去下議院執政黨首席議員競逐2025年加拿大自由黨黨魁選舉，由麦金农接替。2025年3月，在馬克·卡尼內閣擔任就業和家庭部長。